# محمد صديق شنشل

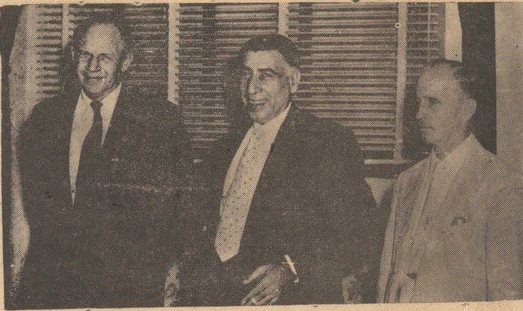
محمد صديق شنشل يتوسط السفير الامريكي ومستر مورفي عام 1985.

محمد صديق شنشل البكري (1910-25 يناير، 1990) ولد في الموصل لأسرة يرجع نسبها لأبي بكر الصديق، سياسي عراقي وزير الإرشاد في حكومة عبد الكريم قاسم وهو عم عبد الجبار شنشل.

## التعليم
أكمل دراسته الأولية في الموصل ودراسته العليا كانت بين بغداد ودمشق وباريس فدرس السنة الأولى والثانية في كلية الحقوق (قانون) ببغداد، ثم أكمل دراسته في معهد الحقوق بدمشق، وفي جامعة باريس وحصل على دبلوم القانون والاقتصاد السياسي.

## توجهاته وانتماءاته
كان قومياً عربياً وأنتمى إلى نادي المثنى الذي أسس في بغداد سنة 1935، وكان عضواً في تنظيم قومي سياسي سرري تأسس قبل الحرب العالمية الثانية باسم الحزب العربي السري، وعند نشوب ثورة 1941 كان يشغل منصب مدير الدعاية العام، والذي كان بمثابة وزير الثقافة والإعلام في وزارة رشيد عالي الكيلاني التي تأسست في مايس-مايو 1941، وأسهم مع أخو وزوجته السبعاوي في أعداد بيانات الثورة، وبعد فشل الثورة خرج من العراق وألقى القبض عليه خارج العراق، وأعيد إلى العراق وحُكم عليه بالحبس الشديد لمدة خمس سنوات. وعندما تأسس حزب الاستقلال في آّذار 1946، كان صديقه من أبرز مؤسسي هذا الحزب، وقد ضم الحزب عدداً من أعضاء الحزب العربي السري ونادي المثنى، وقد كان شنشل مشاركاً في الحياة البرلمانية فكان نائباً عن الموصل للدورتين رقم 12 ورقم 14، وكان يحرص على أن يكون في كل دورة انتخابية له برنامج انتخابي يذيعه على أبناء دائرته التي يرشح فيها، وكان البرنامج غالباً ما يعكس توجهاته الوطنية والقومية في الدعوة إلى مقارعة الظلم والطغيان والاستعمار والصهيونة والتأكيد على الوحدة العربية، والدفاع عن حرية الانتخاب، والغاء المعاهدات غير المتكافئة مع بريطانيا، ورفض المساعدات العسكرية الأمريكية التي كان يراد بها تقييد سيادة العراق وربطه بعجلة الاحلاف الاستعمارية على حسب قوله.

## كتاباته
كان شنشل واحداً من أبرز الذين كتبوا افتتاحيات ومقالات صحف حزب الاستقلال، ومنها جريدة لواء الاستقلال، وجريدة صدى لواء الاستقلال، وكان معه رئيس الحزب محمد مهدي كبة وفائق السامرائي، وكان شنشل أحد مؤسسي الجبهة الوطنية الانتخابية، وهناك من يشير إلى أن شنشل ألف مع محمد يونس السبعاوي كتاب القومية الوطنية: حقائق وإيضاحات ومناهج للمستقبل.

## ثورة 14 تموز
بعد سقوط المملكة العراقية وإعلان قيام الجمهورية العراقية، عُين وزيراً للإرشاد في أول وزارة تشكلت بعد الثورة، وقد استقال في شباط 1959 .

## الوفاة
توفي في 25 يناير/كانون الثاني، 1990.